# Зуб, Виталий Никитович
Виталий Никитович Зуб (2 июня 1928, Харьков, Украинская ССР, СССР — 6 марта 2018) — советский футболист (играл на позициях полузащитника и нападающего) и футбольный тренер. Мастер спорта СССР (1960), Заслуженный тренер Украинской ССР (1969), Заслуженный работник физической культуры и спорта Украины, доцент кафедры футбола и хоккея Харьковской национальной академии физической культуры и спорта.
Окончил Харьковский педагогический институт.

## Биография
Сын харьковского футболиста Никиты Павловича Зуба. В футбол начал играть в 1944 году в «Трудовых резервах». Одновременно с этим окончил Харьковское ремесленное училище, некоторое время работал слесарем-инструментальщиком на вагоноремонтном заводе.
В 1947 году зачислен в команду мастеров харьковского «Локомотива». Дебютировал в высшей лиге чемпионата СССР в 1949 году. За 2 сезона провел в высшей лиге 57 игр, забил 6 мячей.
В 1951 году принимает решение перейти в московское «Динамо», где практически сразу закрепился в основном составе. В «Динамо» играл на Берлинском всемирном фестивале молодёжи и студентов в 1951 году, в Индии, Бирме, Индонезии, Румынии и других странах.
В 1953 году, вернувшись в Харьков, Зуб стал капитаном и ведущим игроком родного харьковского «Локомотива», потом «Авангарда». В 1958 году, закончив активные выступления из-за травм, возглавил его уже в качестве главного тренера. Именно под его руководством всего через год команда завоевала место в классе «А» чемпионата СССР, где дебютировала в 1960. В содружестве с легендарным футболистом московского «Торпедо», а впоследствии известным тренером Александром Пономаревым, которого Виталий Никитович сам и пригласил на роль старшего тренера «Авангарда», Виталий Зуб привел харьковский клуб к 6-му месту в чемпионате СССР 1961 года, что стало самым высоким достижением харьковчан в послевоенном советском футболе.
В 1962 году Виталий Никитович Зуб снова возглавил харьковский «Авангард», но уже ненадолго. В дальнейшем работал старшим тренером молодёжного состава харьковского «Авангарда».
В августе 1967 года возглавил полтавский «Колос», сменив на тренерском мостике Владимира Аксёнова, но уже в октябре оставил свой пост, возвратившись в Харьков.
В 1974-75 годах снова ненадолго возглавил харьковский «Металлист».
В 1976 году был назначен председателем Харьковского областного спорткомитета, где проработал 15 лет. На период его руководства областным спортивным ведомством приходится не одно яркое достижение харьковских спортсменов и команд на всесоюзной и международной аренах, в том числе — победа «Металлиста» в Кубке СССР в 1988 и участие команды в еврокубках сезона 1988/89.
Новой ступенью в биографии Виталия Никитовича Зуба стала педагогическая работа в Харьковском государственном институте физической культуры. С 1990 года он на должности проректора по спорту, а затем — помощника ректора. До конца жизни он продолжал работать в ВУЗе доцентом кафедры футбола и хоккея.
7 мая 2008 года на торжественном собрании, посвященном 100-летию харьковского футбола, Виталий Никитович Зуб был награждён орденом «За заслуги» 3-й степени.